# Arbeitsplatzgrenzwert
Der Arbeitsplatzgrenzwert (AGW) ist die zeitlich gewichtete durchschnittliche Konzentration eines Stoffes in der Luft am Arbeitsplatz, bei der eine akute oder chronische Schädigung der Gesundheit der Beschäftigten nicht zu erwarten ist. Bei der Festlegung wird von einer in der Regel achtstündigen Exposition an fünf Tagen in der Woche während der Lebensarbeitszeit ausgegangen.
Der Arbeitsplatzgrenzwert wird in mg/m³ und ml/m³ (ppm) angegeben.

## Deutschland
In Deutschland wurde der AGW am 1. Januar 2005 mit der Neufassung der Gefahrstoffverordnung (GefStoffV) eingeführt. Er ersetzt die Maximale Arbeitsplatz-Konzentration (MAK) und die Technische Richtkonzentration (TRK) und wird auch teilweise anders berechnet, was bei einem Vergleich zu beachten ist. Bis der AGW in die Technischen Regeln für Gefahrstoffe (TRGS) eingearbeitet ist, können die bisherigen MAK-Werte und TRK-Werte für die Beurteilung der Gefährdung am Arbeitsplatz weiterhin herangezogen werden.
In Deutschland legt das Bundesministerium für Arbeit und Soziales die Grenzwerte fest. Das Ministerium wird dabei vom Ausschuss für Gefahrstoffe beraten. Dieser leitet nach publizierten Kriterien Arbeitsplatzgrenzwerte ab. Der Ausschuss orientiert sich bei der Grenzwertsetzung an den Empfehlungen der MAK-Kommission der Deutschen Forschungsgemeinschaft und den Arbeitsplatz-Richtgrenzwerten der EU. Die Arbeitsplatzgrenzwerte werden in der TRGS 900 – Arbeitsplatzgrenzwerte veröffentlicht. Die Bekanntgabe erfolgte zunächst über das Bundesarbeitsblatt (BArbBl), nach dessen Einstellung nun im Gemeinsamen Ministerialblatt (GMBl).
Häufig finden sich in der Atemluft am Arbeitsplatz mehrere schädliche Stoffe. Die Einhaltung des AGW schützt die Beschäftigten jedoch nur vor jedem Gefahrstoff einzeln. Bei Stoffgemischen ist zur Bewertung der Gesundheitsgefahr die TRGS 402 – Ermitteln und Beurteilen der Gefährdungen bei Tätigkeiten mit Gefahrstoffen: Inhalative Exposition (TRGS 403 wurde 7/2008 aufgehoben) anzuwenden.
Falls für einen Arbeitsstoff in der Luft kein Arbeitsplatzgrenzwert nach TRGS 900 festgelegt ist, kann nach TRGS 402 zur Bewertung der Exposition z. B. der MAK-Wert der Deutschen Forschungsgemeinschaft, der Arbeitsplatz-Richtgrenzwert der EU, ausländische Grenzwerte oder der DNEL-Wert der REACH-Verordnung herangezogen werden. In der Bekanntmachung zu Gefahrstoffen 409 (BekGS 409) wurde festgelegt, dass der Arbeitsplatzgrenzwert eines Stoffes vom Ausschuss für Gefahrstoffe (AGS) neu zu überprüfen ist, falls der DNEL-Wert für diesen Arbeitsstoff strenger ist als der geltende Arbeitsplatzgrenzwert.
Sowohl der Wissenschaftliche Ausschuss für Grenzwerte berufsbedingter Exposition (SCOEL) der EU als auch die Unfallversicherungsträger (EW-UVT) geben ihre eigenen Empfehlungen für Arbeitsplatzgrenzwerte bekannt.
Für die überwiegende Zahl der krebserzeugenden Stoffe ist kein AGW in der TRGS 900 festgelegt oder zurzeit ableitbar. Über die AGW der TRGS 900 hinaus sind die verbindlichen AGW der EU-Kommission (Binding Occupational Exposure Limit Values – BOELVs) für krebserzeugende Stoffe bei der Gefährdungsbeurteilung zu beachten. Es handelt sich dabei um Luftgrenzwerte für 27 Stoffe. Die Liste dieser Stoffe wurde zuletzt Ende Juni 2019 mit der Richtlinie 2019/983 aktualisiert (nationale Umsetzung bis zum 11. Juli 2021). Die EU-Arbeitsplatzgrenzwerte müssen die Mitgliedstaaten als Mindeststandards übernehmen. Das Bundesministerium für Arbeit und Soziales (BMAS) hat für viele Stoffe mit verbindlichem Grenzwert der EU andere Beurteilungsmaßstäbe bekannt gegeben, bei deren Überschreitung zusätzliche Maßnahmen erforderlich sind.

## Internationale Grenzwerte
Eine Zusammenstellung internationaler Arbeitsplatzgrenzwerte für Gefahrstoffe enthält die Datenbank „GESTIS-Internationale Grenzwerte für chemische Substanzen“. Die Datenbank in englischer Sprache umfasst Angaben aus über 30 Ländern, darunter verschiedene EU-Mitgliedstaaten, Australien, China, Israel, Japan, Kanada, Neuseeland, die Schweiz, Singapur, Südkorea, Türkei und die USA. Es sind Grenzwerte für über 2000 Stoffe aufgeführt.
Die Datenbank wurde in Zusammenarbeit mit Fachleuten aus verschiedenen internationalen Arbeitsschutz-Institutionen erarbeitet. Sie dient dazu, einen Überblick über die Grenzwerte in verschiedenen Staaten zu geben. Da die Handhabung von Grenzwerten und die rechtliche Situation nicht einheitlich sind, sollten die Original-Grenzwertlisten als Primärquelle herangezogen werden. Auch die chemische Nomenklatur ist unterschiedlich, Synonyme finden sich beispielsweise in der GESTIS-Stoffdatenbank.
Die Datenbank ist auch als App für mobile Endgeräte mit Android- oder iOS-Betriebssystem verfügbar.